# Abstraction (art)
Pour les articles homonymes, voir Abstraction.
L'abstraction en art s'oppose aux représentations figuratives et narratives, elle résulte de formes expressives et non de formes représentatives. Au regard de l'histoire de l'art, de très anciennes cultures ont touché à l'abstraction, que ce soit en Inde ou chez les peuples amérindiens.
Le terme « abstraction » peut aussi renvoyer aux différents arts abstraits qui caractérisent l'art moderne à partir du début du XXe siècle.

## Symbolisme et rupture symbolique
L'histoire de l'art et des formes d'expression démontre une grande perméabilité aux modes non figuratifs dès l'origine des premières manifestations culturelles. Par exemple, analysée en termes de rythmes et de mouvements, la peinture comme l'architecture, ne fait qu'organiser des formes, en apparence et en apparence seulement, du contrôle permanent de « l'imitation de la nature ». Élie Faure rappelle dans L'Esprit des formes que :
« Si la colonne égyptienne imite assez sensiblement le tronc du palmier, son chapiteau les feuilles du papyrus ou du lotus, l'architecte grec ne songeait guère à un arbre quand il dressait, au milieu des petits oliviers tordus, les colonnes droites et haute où l'architrave de ses temples s'appuyait. [...] Je n'ignore certes pas que les architectes des époques épanouies avaient bien oublié ces choses. Mais je suis sûr que ceux d'entre eux qui se servaient le mieux des formules abstraites transmises par l'enseignement traditionnel, étaient aussi ceux qui retrouvaient avec le plus de constance, quand ils traversaient une forêt ou un défilé entre deux parois granitiques, quand ils contemplaient, du centre du désert ou du haut d'une montagne, la coupole du ciel, les édifices des nuages, la succession des pics, des mamelons, des pyramides, l'origine des sensations d'où étaient sorties les formules où leurs méditations sur l'analogie universelle les ramenaient. »
En 1907, Wilhelm Worringer avait fait paraître à Munich un ouvrage, Abstraktion und Einfühlung (Abstraction et « empathie »), où il définissait le concept d'« Einfühlung » associé à l'art : un état d'âme dominé par l'angoisse, qui se traduit, dans le domaine de l'art, par une tendance à l'abstraction, qu'il faisait remonter à l'origine de toutes les formes d'art et de culture, sans hiérarchie aucune.
Par ailleurs, Adrian Frutiger remarque que les plus anciens pictogrammes sumériens (v. - 3 500) tendent déjà vers l'abstrait.

### Exemples illustratifs 1

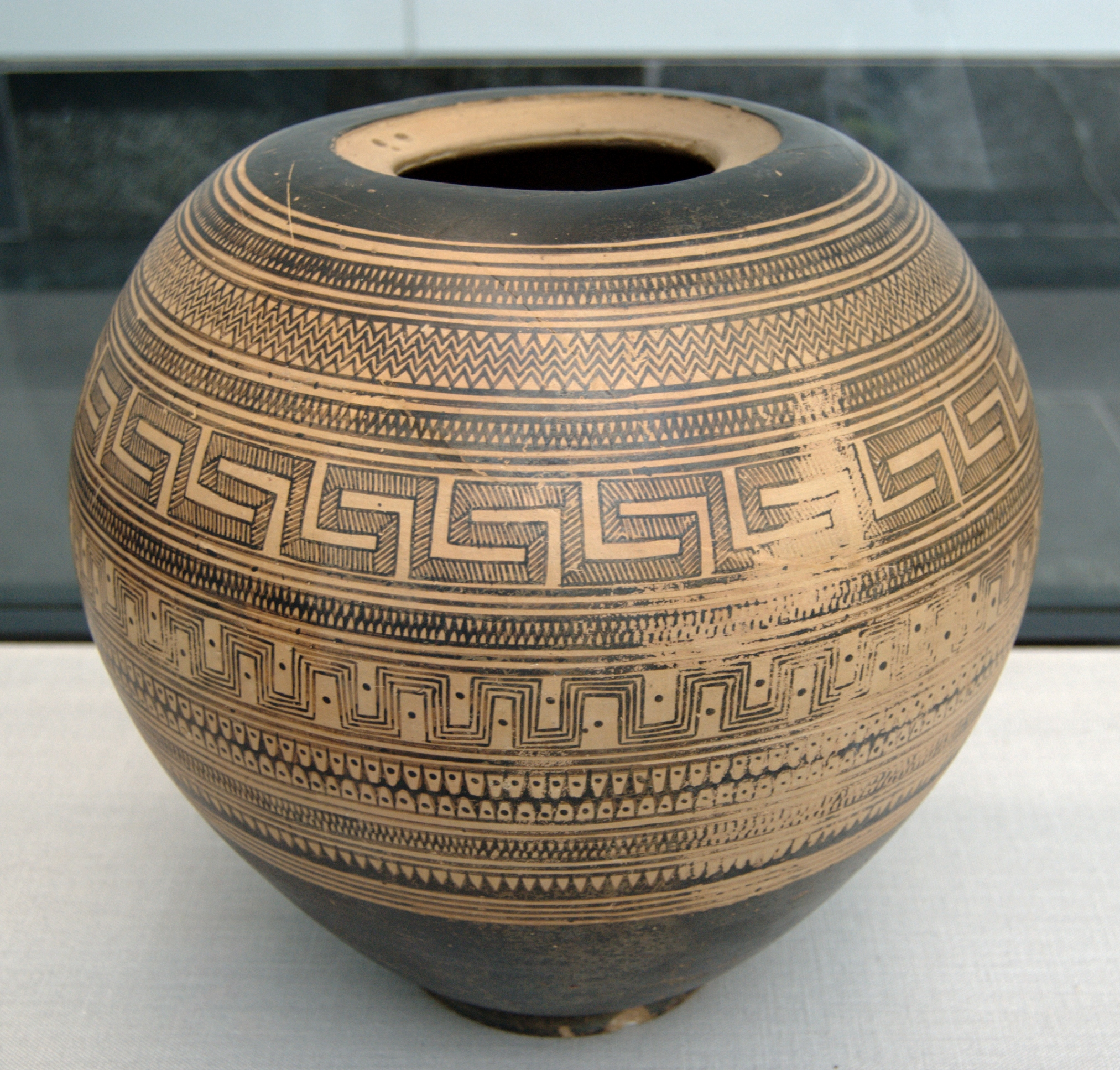
Grande pyxide, Époque géométrique (Attique)
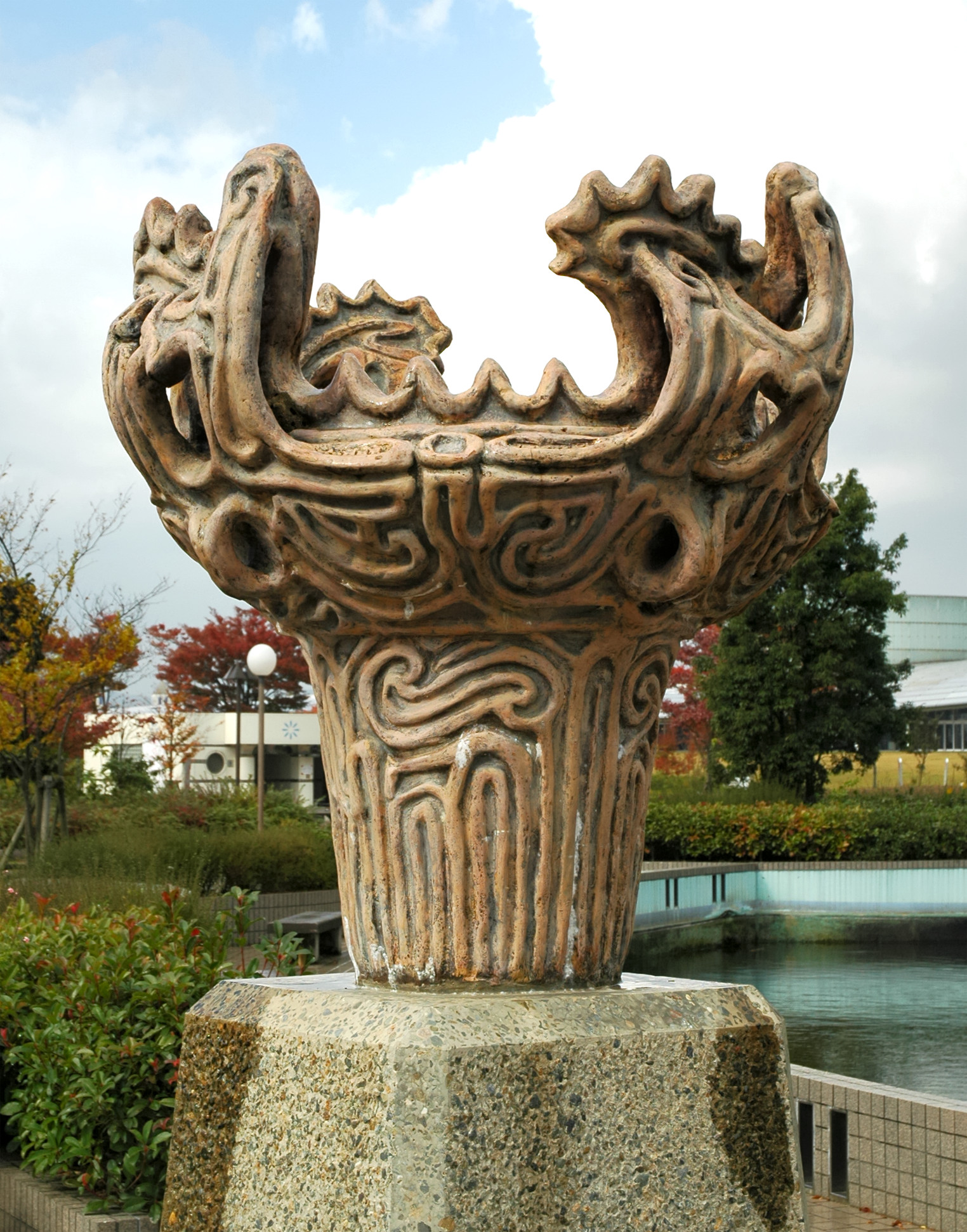
Kaen doki de la période Jōmon (Japon)
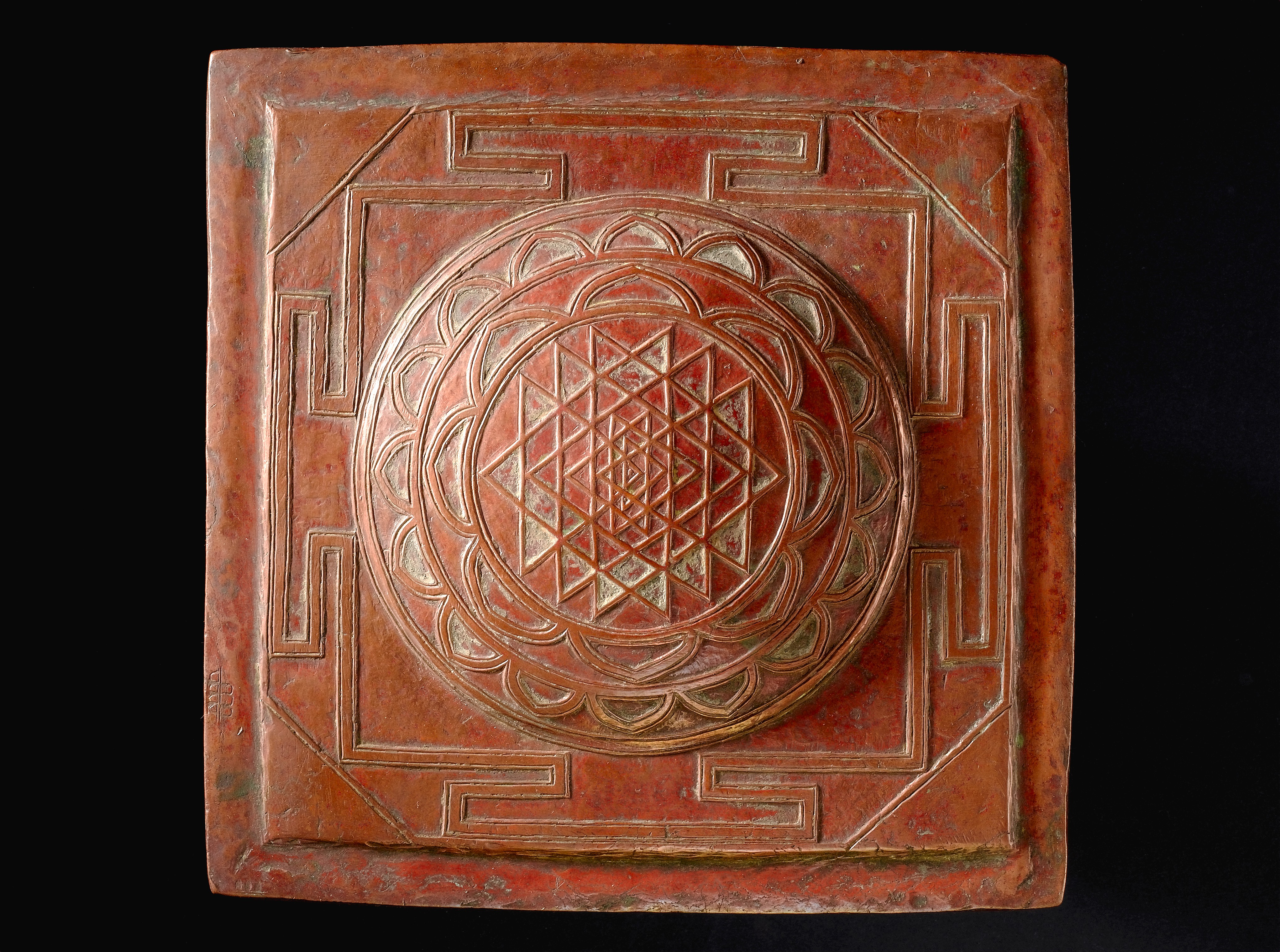
Yantra, plaque de cuivre destinée à la méditation (1801, Inde)

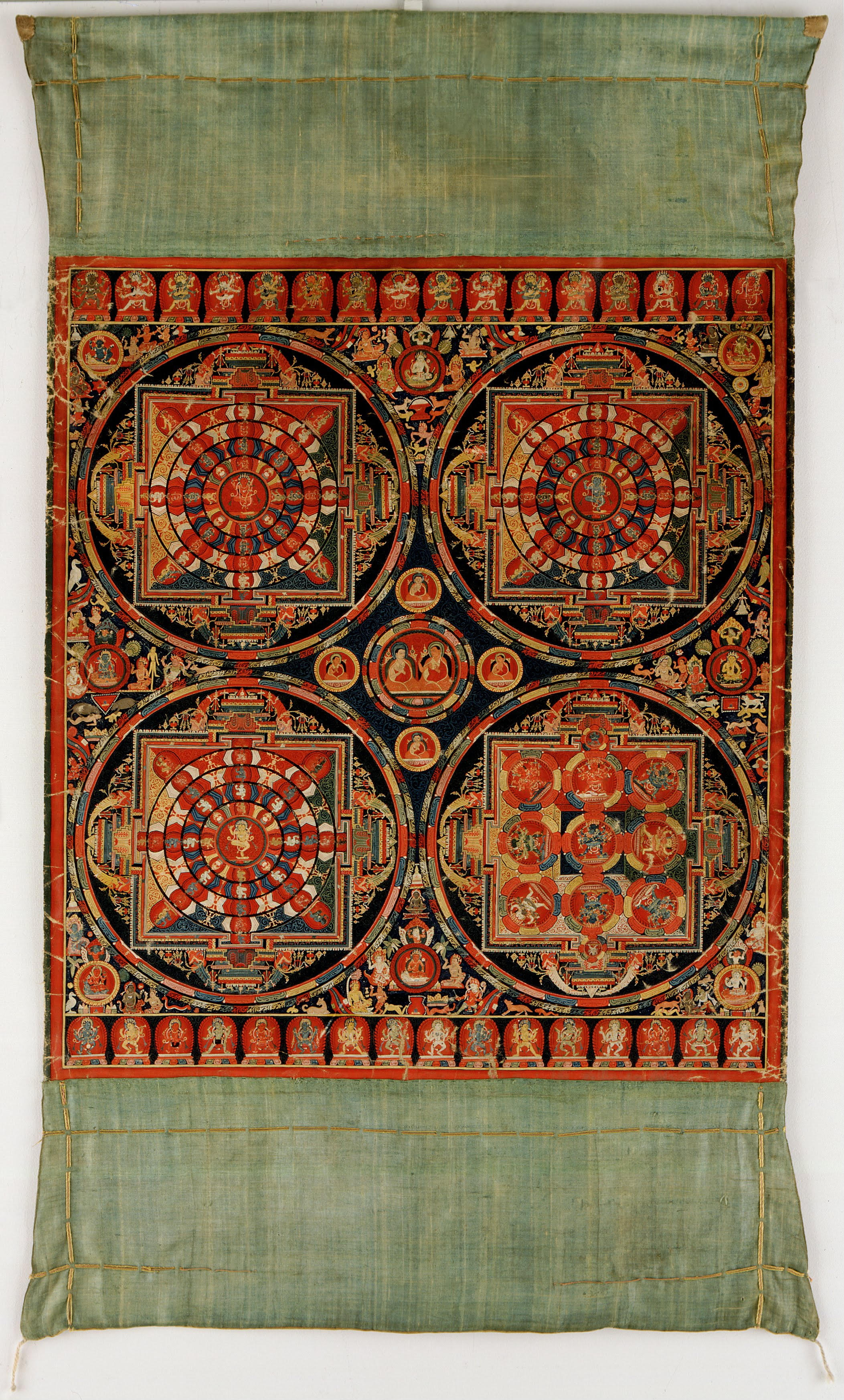
Quatre mandalas Vajravali Thangka (avant 1900, Inde)
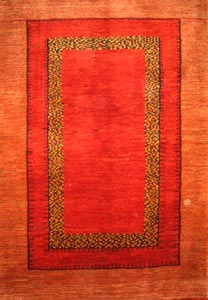
Tapis de style gabbeh (Turkestan)

## Art, abstraction et sciences exactes
« On ne se baigne jamais deux fois dans le même fleuve » : cet adage est particulièrement pertinent en matière de représentation, les choses sont en perpétuel changement et nos pensées, notre vie intérieure, de même. Ordre et/ou chaos, cette bijection fascine depuis la plus haute Antiquité : que ce soient les phénomènes naturelles ou la psyché, voici un livre ouvert qu'il suffirait semble-t-il de recopier pour comprendre : si l'on garde ici le primat de la vue, ce livre ouvert laisse apparaître des sphères, des tourbillons, des explosions, des lignes ; de la géométrie, certes, mais aussi des formes qui nous échappent, de la dissymétrie, de l’imprévisible. D'un côté, la rigueur, de l'autre quelque chose qui résiste au déterminisme. Au milieu du XIXe siècle, la géométrie différentielle produit des modèles mathématiques qui vont avoir un profond retentissement sur, entre autres, l'art moderne. Cependant, dans certains traités d'astronomie arabe, d'algèbre et d'alchimie, et jusque sous la plume d'un Giotto ou d'un Léonard de Vinci, ne voyons-nous pas déjà poindre un nouveau questionnement ? Quelque-chose d'abstrait travaille avec l'univers et qui résiste au langage commun : là encore, rythme et mouvement, mais surtout ici, rupture par irruption. « Il s’agit toujours de vaincre le chaos par un plan sécant qui le traverse [...] C’est comme si l’on jetait un filet, mais le pêcheur risque toujours d’être entraîné et de se retrouver en pleine mer ».
L'un des esprits critiques les plus lucides de notre temps, Aby Warburg, écrivait : « La création délibérée d’une distance entre soi et le monde extérieur peut être considérée comme l’acte fondamental de civilisation. Quand cette distance est source de créativité artistique, la conscience de la distance peut remplir une fonction sociale durable ». L'abstraction en art ne jaillit donc pas de nulle part : quand elle devient un courant spécifique de l'art moderne, toutes les conditions de son apparition étaient réunies.

### Exemples illustratifs 2

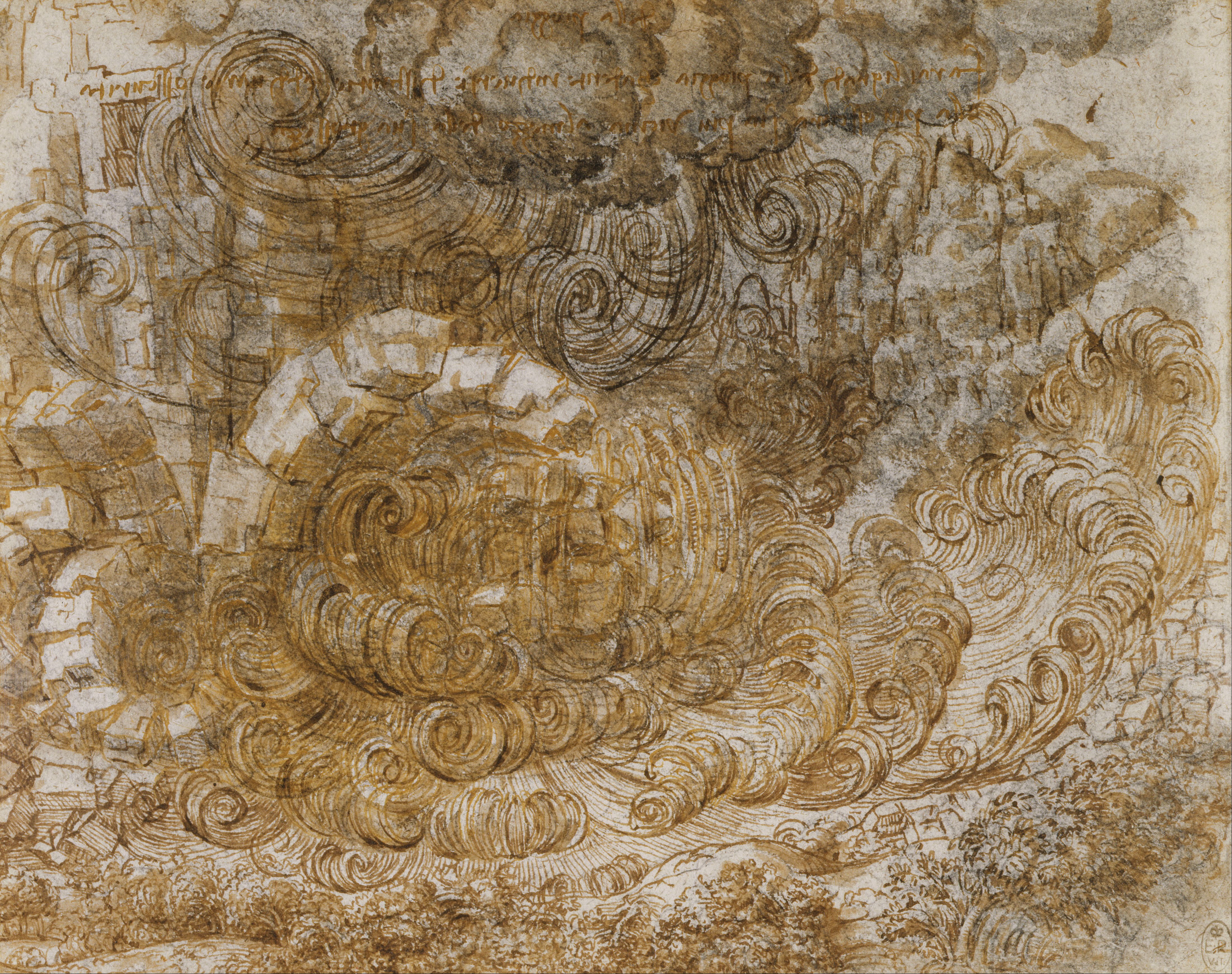
« Un déluge », dessin à la plume et au crayon par Léonard de Vinci (Royal Collection).
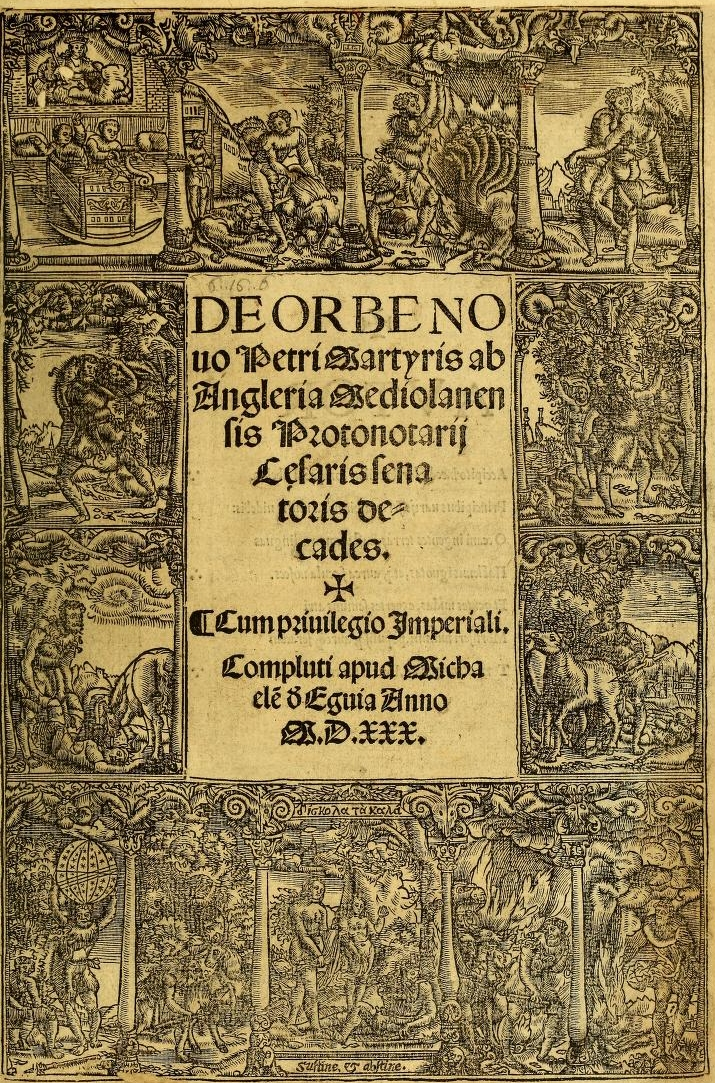
Decades de orbe novo (1516) par Pietro Martire d’Anghiera : le choc de l'Ancien et du Nouveau Monde
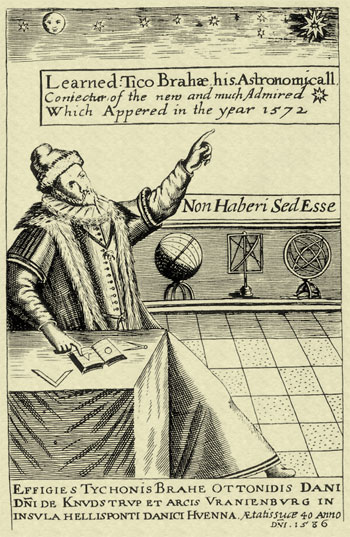
En 1572, Tycho Brahe observe l'apparition d'une nouvelle étoile qui vient brouiller la cartographie du ciel étoilé
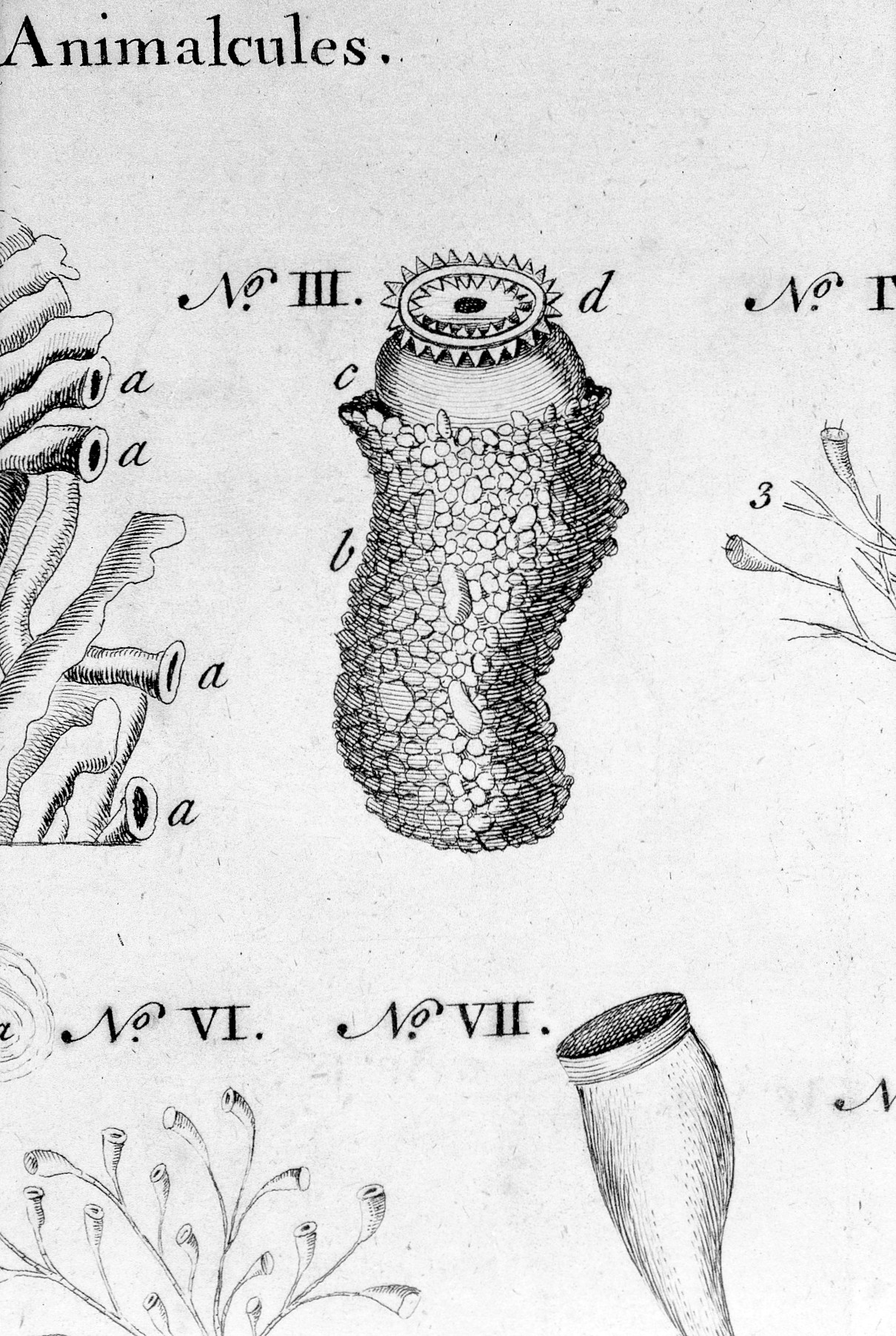
Les « animalcules » découverts par Henry Baker et son microscope
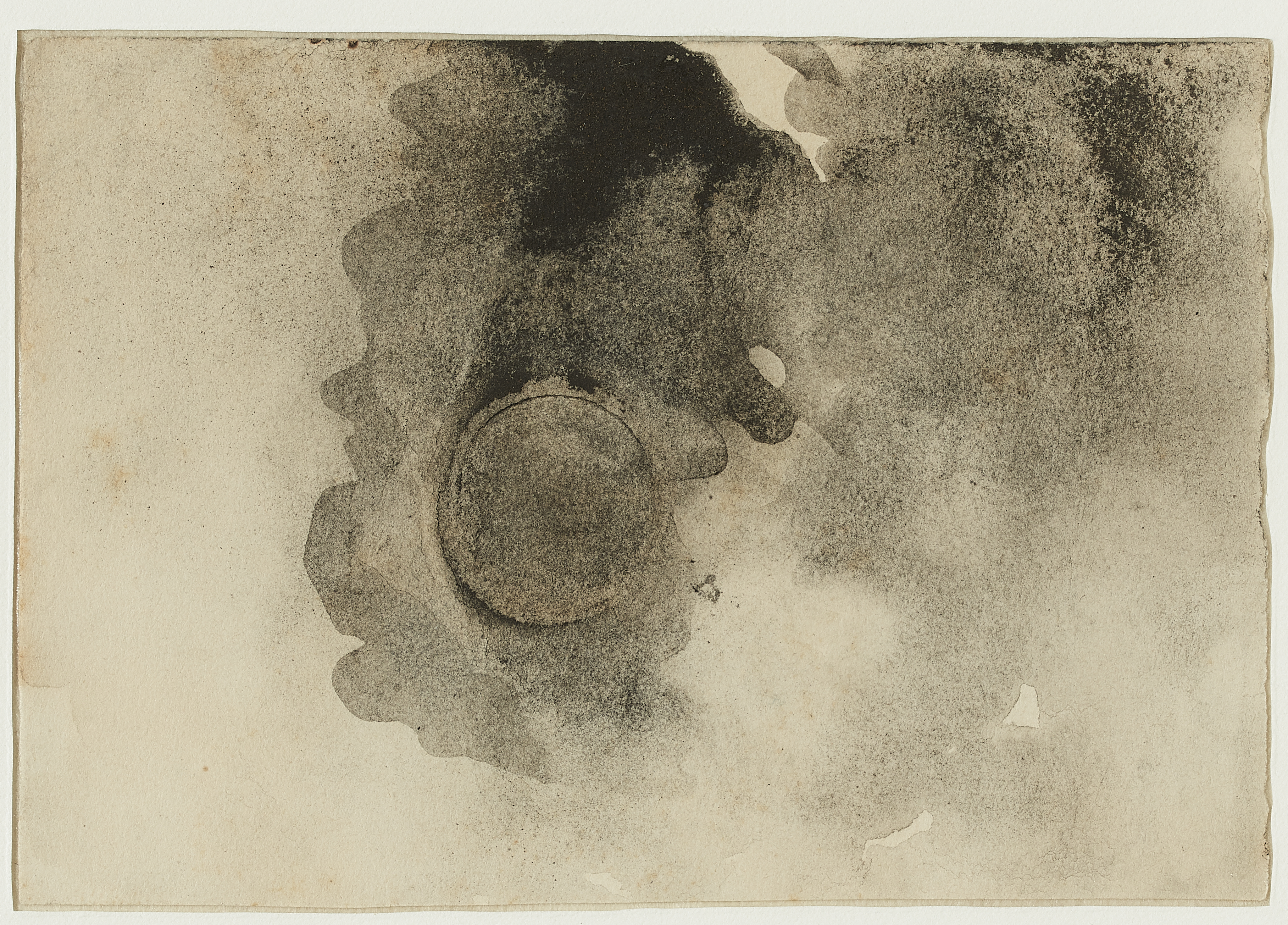
Victor Hugo : Sans titre, Empreinte d'une pièce de monnaie de Jersey entourée de taches d'encre formant des nébulosités. Vers 1855-1856.

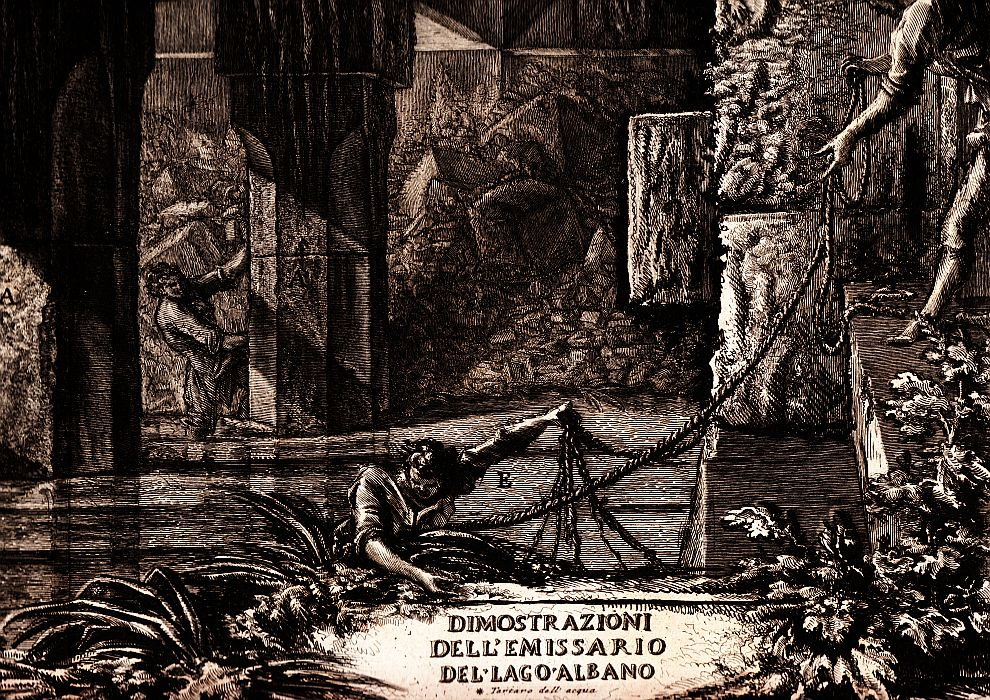
Vue partielle de la Dimostrazion dell' emissario del Lago Albano, gravure de Piranesi : tas de cailloux et remous
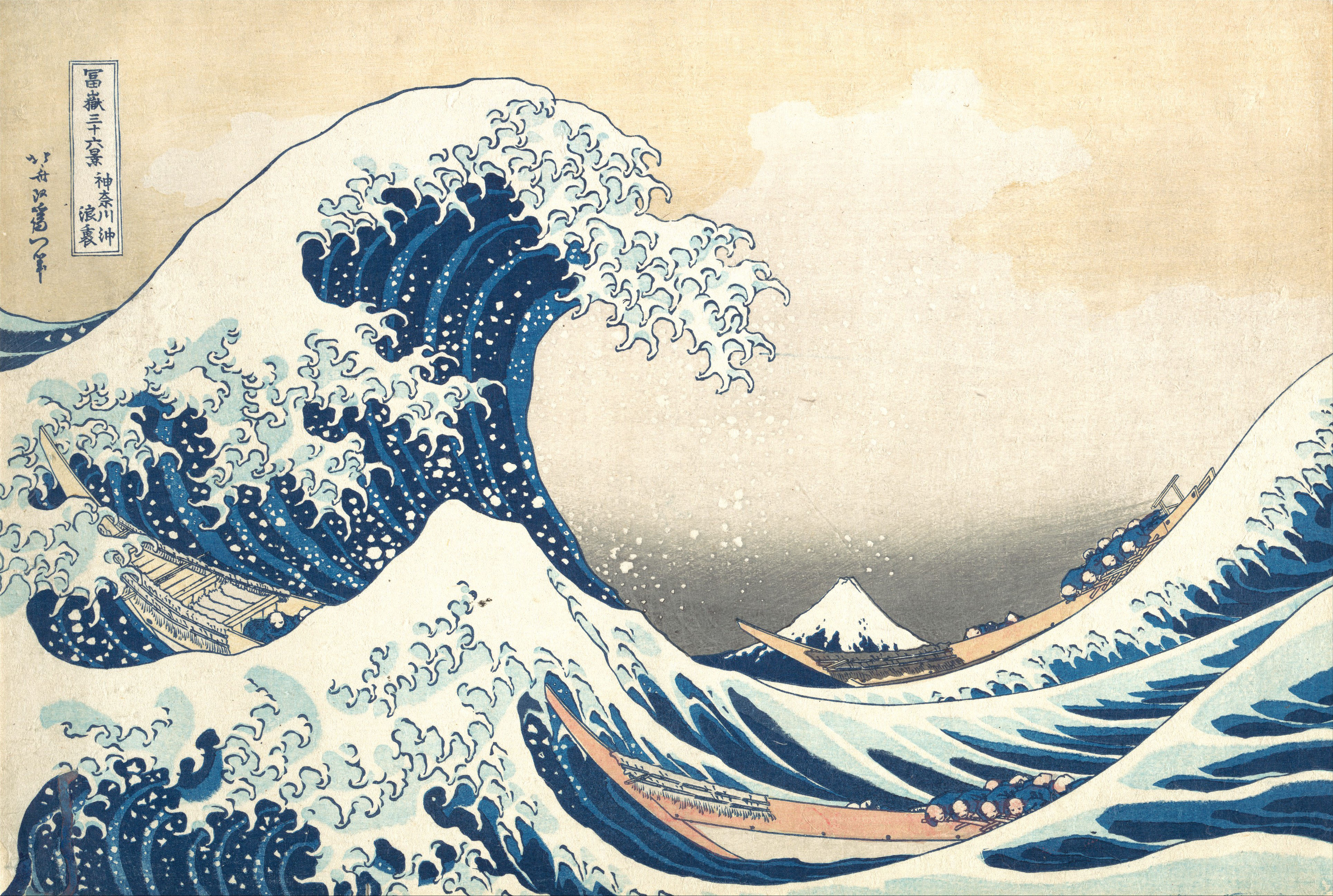
Sous la vague au large de Kanagawa... de Katsushika Hokusai (1823-1829)
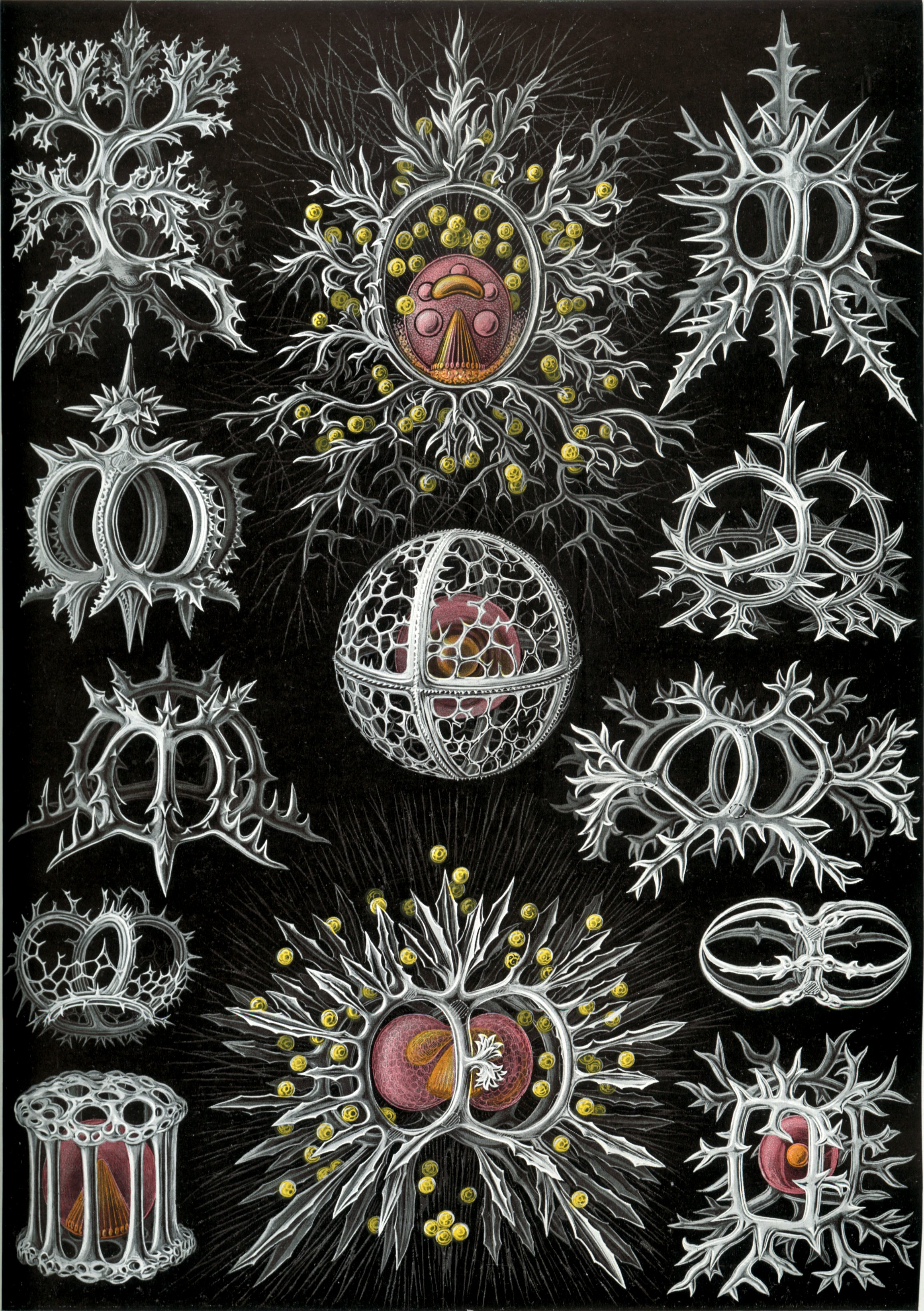
Formes artistiques de la nature par Ernst Haeckel

## L'art abstrait

### Peinture
L’art abstrait naît par convention au début du XXe siècle, vers 1910 avec, entre autres, Kandinsky, Kupka, Mondrian ou Malevitch. Le français Auguste Herbin produit par exemple ses premières toiles abstraites en 1917.
L’abstraction en peinture se réfère aussi au courant de la peinture non figurative apparu dans les années 1940, alors que l'on peut trouver la présence de figures dans la peinture dite « abstraite ». L'école américaine, qui va d'Arshile Gorky à Jackson Pollock, en passant par Mark Rothko, est à ce titre la plus exemplaire.

#### Abstraction géométrique
Ligne et couleur doivent être la base structurelle de chaque œuvre. C'est à travers un formalisme géométrique strict que le concept d'art abstrait commença à être théorisé par ses pionniers au début du XXe siècle : Frantisek Kupka, Vassily Kandinsky, Kasimir Malevitch et Piet Mondrian. Le groupe Cercle et Carré fondé par le peintre Joaquin Torres Garcia, rejoint par Michel Seuphor et une multitude d'artistes pratiquent l'abstraction géométrique. En France, Léger et Picabia travaillent très tôt sur des formes cubistes traitées avec d'intenses couleurs. L'Art concret participe de cette tendance de l'abstraction dite « froide ». Jean Dewasne est un des maîtres, passionné d'architecture, de l'« abstraction constructive » française. Trois femmes, Aurélie Nemours, Geneviève Asse et Felicia Pacanowska, ont particulièrement marqué ce courant géométrique, théorisé par Michel Seuphor. La galeriste Denise René expose des artistes issus de ce courant qu'elle prolonge également en montant des expositions d'art construit.

#### Abstraction lyrique
La liberté plastique de l'expression gestuelle et émotionnelle, se manifeste par des procédés alliant projection linéaire, taches ou brossage plus ou moins amples de la couleur sur la toile. Le Tachisme appartient à cette tendance dite « chaude ».

### Musique
La musique « abstraite » est écrite à seule fin de recherche plutôt que pour illustrer une idée ou un thème. C'est l'opposé de la musique « à programme » comme la Symphonie pastorale, qui illustre le thème de la vie champêtre suivant les canons de l'esthétique romantique (tandis que la Neuvième fait justement irruption sur la scène déjà décadente dudit courant). La rupture historique prend place juste avant la Première Guerre mondiale siècle sous l'influence théorique du futurisme et du dodécaphonisme, sans oublier l'impact grandissant des musiques traditionnelles non-occidentales qui marquèrent très tôt des précurseurs comme Erik Satie.
La musique « abstraite » est vue comme l'opposée de la musique concrète.